# Thủy điện Nậm Mu
Thủy điện Nậm Mu là công trình thủy điện xây dựng trên dòng Nậm Mu tại xã Tân Thành huyện Bắc Quang tỉnh Hà Giang, Việt Nam .
Thủy điện Nậm Mu có công suất lắp máy 12 MW với 3 tổ máy, khởi công tháng 2/2002 đã hoàn thành xây dựng tháng 3/2004 .

## Nậm Mu Tân Thành
Nậm Mu ở đây là một phụ lưu rất nhỏ của sông Lô, bắt nguồn từ núi Khau Ham cao 1955 m, ở phía tây bắc xã Tân Thành, Bắc Quang, Hà Giang.
Trước khi chảy xuống thung lũng của sông Lô thì ở bản Nậm Am 22°33′20″B 104°52′27″Đ / 22,55556°B 104,87417°Đcó một thung lũng nhỏ ở độ cao 530 m thuận lợi cho việc tạo hồ nước và phát điện với cột nước cao. Nước trả về suối, đi qua cầu Mu trên Quốc lộ 2 và đổ vào sông Lô, cách không xa Thủy điện Sông Lô 4 22°32′41″B 104°54′41″Đ / 22,54472°B 104,91139°Đ.